# Hoyo de Manzanares
Hoyo de Manzanares é um município da Espanha na província e comunidade autónoma de Madrid, de área 45,18 km² com população de 7298 habitantes (2007) e densidade populacional de 152,55 hab/km².

## Demografia
| Variação demográfica do município entre 1991 e 2004 | Variação demográfica do município entre 1991 e 2004 | Variação demográfica do município entre 1991 e 2004 | Variação demográfica do município entre 1991 e 2004 |
| --------------------------------------------------- | --------------------------------------------------- | --------------------------------------------------- | --------------------------------------------------- |
| 1991                                                | 1996                                                | 2001                                                | 2004                                                |
| 3472                                                | 5080                                                | 6175                                                | 6892                                                |